# Ambulacraria
Ambulacraria (лат., возможное русское название — амбулакральные) — надтип беспозвоночных, включающий иглокожих (примерно 20 000 видов) и полухордовых (130 видов). Филогенетический анализ позволяет предположить, что они разделились около 533 млн лет назад.
Ambulacraria включают в кладу вторичноротых животных. Также к вторичноротым относят хордовых и вымершую группу ветуликолий. Ранее к вторичноротым относили и ископаемый организм Saccorhytus coronarius, а также современный род Xenoturbella.

## Ископаемые таксоны
Возможно, следующие вымершие таксоны относятся к Ambulacraria:
- Клада Cambroernida
  - † Род Herpetogaster Caron, Conway Morris & Shu, 2010[5]
  - † Род Stellostomites Caron, Conway Morris & Shu, 2010[5]
  - † ? Семейство Eldoniidae Walcott, 1911
    - † Род Eldonia Walcott, 1911

  - † ? Семейство Rotadiscidae Dzik, 1991[6]
    - † Род Pararotadiscus Zhu et al., 2002
    - † Род Rotadiscus Sun & Hou, 1987
    - † Род Seputus Murray J. & MacGabhann[7]
    - † Род Velumbrella Stasińska, 1960